# Rende Calcio 2006-2007
Questa voce raccoglie le informazioni riguardanti il Rende Calcio nelle competizioni ufficiali della stagione 2006-2007.